# Niño Jesús peregrino
Niño Jesús peregrino es una pintura al óleo sobre lienzo de la pintora Josefa de Óbidos del siglo XVII.

## Descripción
En esta obra de Óbidos, el Niño Jesús está representado con una serie de símbolos que suelen asociarse a los peregrinos a Santiago de Compostela, en Galicia, como el bastón y la calabaza. Los símbolos de la Pasión de Cristo están bordados en el cuello de su manto y presentes en algunos de los accesorios que porta, como el paño de la Verónica, el sombrero con la corona de espinas y un medallón con la inscripción INRI.

## Historia
El cuadro pertenecía a la familia Roque de Pinho Patrício, que lo dejó en depósito en el Museo Nacional de Arte Antiguo de Lisboa. En 2018, fue adquirido por un comprador anónimo durante una subasta realizada en Barcelona. En 2022, el cuadro fue nuevamente vendido, en esta ocasión a una institución pública de Estados Unidos durante la Feria de Arte de Maastricht.

## Publicaciones
- 2015, Josefa de Óbidos e a invenção do Barroco Português, coord. Anísio Franco... [et al.], Lisboa : Museu Nacional de Arte Antiga : Imprensa Nacional-Casa da Moeda; ISBN 978-972-27-2374-9